# Danuta Kazmucha
Danuta Kazmucha (ur. 27 listopada 1989) – polska brydżystka, World International Master (WBF), Arcymistrz (PZBS), zawodniczka Connector Poznań.

## Wyniki brydżowe

### Rozgrywki krajowe
| Mistrzostwa Polski Par Kobiet | Mistrzostwa Polski Par Kobiet | Mistrzostwa Polski Par Kobiet |
| Rok                           | Partner                       | Pozycja                       |
| ----------------------------- | ----------------------------- | ----------------------------- |
| 2011                          | Aleksandra Jarosz             | 1                             |
| 2008                          | Justyna Żmuda                 | 1                             |

### Olimpiady
Na olimpiadach uzyskała następujące rezultaty:
| Olimpiady brydżowe. Zawody teamów | Olimpiady brydżowe. Zawody teamów | Olimpiady brydżowe. Zawody teamów | Olimpiady brydżowe. Zawody teamów | Olimpiady brydżowe. Zawody teamów | Olimpiady brydżowe. Zawody teamów |
| Rok                               | Miejsce                           | Zawody                            | Kategoria                         | Drużyna                           | Pozycja                           |
| --------------------------------- | --------------------------------- | --------------------------------- | --------------------------------- | --------------------------------- | --------------------------------- |
| 2012                              | Lille                             | 2. Olimpiada Sportów Umysłowych   | Kobiety                           | Poland                            | 3                                 |

### Zawody światowe
Uzyskała następujące lokaty imprezach światowych:
| Mistrzostwa Świata. Konkurencja teamów | Mistrzostwa Świata. Konkurencja teamów | Mistrzostwa Świata. Konkurencja teamów     | Mistrzostwa Świata. Konkurencja teamów | Mistrzostwa Świata. Konkurencja teamów | Mistrzostwa Świata. Konkurencja teamów |
| Rok                                    | Miejsce                                | Zawody                                     | Kategoria                              | Drużyna                                | Pozycja                                |
| -------------------------------------- | -------------------------------------- | ------------------------------------------ | -------------------------------------- | -------------------------------------- | -------------------------------------- |
| 2013                                   | Nusa Dua                               | 41. Mistrzostwa Świata Teamów              | Trans                                  | Poland Ladies                          | 36                                     |
| 2013                                   | Nusa Dua                               | 41. Mistrzostwa Świata Teamów              | Kobiety                                | Poland                                 | 5                                      |
| 2013                                   | Wrocław                                | 24. Młodzieżowe Mistrzostwa Europy Teamów  | Dziewczęta                             | Poland                                 | 4                                      |
| 2012                                   | Taicang                                | 14. Drużynowe Mistrzostwa Świata Młodzieży | Dziewczęta                             | Poland                                 | 1                                      |
| 2011                                   | Veldhoven                              | 40. Mistrzostwa Świata                     | Kobiety                                | Poland                                 | 11                                     |
| 2010                                   | Filadelfia                             | 13. Seria Mistrzostw Świata                | Dziewczęta                             | Poland                                 | 1                                      |

| Mistrzostwa Świata Teamów | Mistrzostwa Świata Teamów | Mistrzostwa Świata Teamów       | Mistrzostwa Świata Teamów | Mistrzostwa Świata Teamów | Mistrzostwa Świata Teamów |
| Rok                       | Miejsce                   | Zawody                          | Kategoria                 | Partner                   | Pozycja                   |
| ------------------------- | ------------------------- | ------------------------------- | ------------------------- | ------------------------- | ------------------------- |
| 2006                      | Pieszczany                | 6. Mistrzostwa Świata Młodzieży | Młodzież Szkolna          | Aleksandra Górska         | 48                        |

### Zawody europejskie
W europejskich zawodach teamów zdobyła następujące lokaty:
| Zawody europejskie. Konkurencja par | Zawody europejskie. Konkurencja par | Zawody europejskie. Konkurencja par    | Zawody europejskie. Konkurencja par | Zawody europejskie. Konkurencja par | Zawody europejskie. Konkurencja par |
| Rok                                 | Miejsce                             | Zawody                                 | Kategoria                           | Partner                             | Pozycja                             |
| ----------------------------------- | ----------------------------------- | -------------------------------------- | ----------------------------------- | ----------------------------------- | ----------------------------------- |
| 2013                                | Ostenda                             | 6. Otwarte Mistrzostwa Europy          | Miksty                              | Cezary Serek                        | 6                                   |
| 2013                                | Ostenda                             | 6. Otwarte Mistrzostwa Europy          | Kobiety                             | Justyna Żmuda                       | 6                                   |
| 2012                                | Vejle                               | 11. Młodzieżowe Mistrzostwa Europy Par | Dziewczęta                          | Natalia Sakowska                    | 2                                   |
| 2012                                | Vejle                               | 11. Młodzieżowe Mistrzostwa Europy Par | Miksty Młodzieżowe                  | Paweł Jassem                        | 4                                   |
| 2009                                | San Remo                            | 4. Otwarte Mistrzostwa Europy          | Kobiety                             | Aleksandra Jarosz                   | 50                                  |
| 2008                                | Wrocław                             | 9. Młodzieżowe Mistrzostwa Europy Par  | Dziewczęta                          | Joanna Malecka                      | 20                                  |

| Zawody europejskie. Konkurencja teamów | Zawody europejskie. Konkurencja teamów | Zawody europejskie. Konkurencja teamów    | Zawody europejskie. Konkurencja teamów | Zawody europejskie. Konkurencja teamów | Zawody europejskie. Konkurencja teamów |
| Rok                                    | Miejsce                                | Zawody                                    | Kategoria                              | Drużyna                                | Pozycja                                |
| -------------------------------------- | -------------------------------------- | ----------------------------------------- | -------------------------------------- | -------------------------------------- | -------------------------------------- |
| 2014                                   | Abacja                                 | 52. Mistrzostwa Europy Teamów             | Kobiety                                | Poland                                 | 5                                      |
| 2013                                   | Wrocław                                | 24. Młodzieżowe Mistrzostwa Europy Teamów | Dziewczęta                             | Poland                                 | 4                                      |
| 2013                                   | Ostenda                                | 6. Otwarte Mistrzostwa Europy             | Kobiety                                | Poland                                 | 8                                      |
| 2013                                   | Ostenda                                | 6. Otwarte Mistrzostwa Europy             | Miksty                                 | Connector Poland                       | 20                                     |
| 2012                                   | Dublin                                 | 51. Mistrzostwa Europy Teamów             | Kobiety                                | Poland                                 | 5                                      |
| 2011                                   | Albena                                 | 23. Młodzieżowe Mistrzostwa Europy Teamów | Dziewczęta                             | Poland                                 | 1                                      |

## Klasyfikacje brydżowe
- Danuta Kazmucha – klasyfikacja PZBS
- Danuta Kazmucha – klasyfikacja EBL (ang.)
- Danuta Kazmucha – klasyfikacja WBF (ang.)